# Orthorapha laeta
Orthorapha laeta är en insektsart som beskrevs av Jacobi 1921. Orthorapha laeta ingår i släktet Orthorapha och familjen spottstritar. Inga underarter finns listade i Catalogue of Life.